# Бонакдег
Бонакдег (перс. بنكده) — село в Ірані, у дегестані Есламабад, у бахші Санґар, шагрестані Решт остану Ґілян. За даними перепису 2006 року, його населення становило 1285 осіб, що проживали у складі 336 сімей.

## Клімат
Середня річна температура становить 14,44 °C, середня максимальна – 28,42 °C, а середня мінімальна – -0,28 °C. Середня річна кількість опадів – 1192 мм.
| Клімат поселення                              | Клімат поселення | Клімат поселення | Клімат поселення | Клімат поселення | Клімат поселення | Клімат поселення | Клімат поселення | Клімат поселення | Клімат поселення | Клімат поселення | Клімат поселення | Клімат поселення | Клімат поселення |
| Показник                                      | Січ.             | Лют.             | Бер.             | Квіт.            | Трав.            | Черв.            | Лип.             | Серп.            | Вер.             | Жовт.            | Лист.            | Груд.            |                  |
| Середній максимум, °C                         | 8,74             | 9,34             | 11,78            | 17,75            | 21,84            | 25,42            | 28,42            | 28,07            | 24,88            | 21,20            | 16,80            | 12,38            |                  |
| Середня температура, °C                       | 4,23             | 4,82             | 7,26             | 13,24            | 17,30            | 20,92            | 24,04            | 23,70            | 20,50            | 16,82            | 12,42            | 8,00             |                  |
| Середній мінімум, °C                          | −0,28            | 0,32             | 2,75             | 8,73             | 12,83            | 16,40            | 19,68            | 19,33            | 16,14            | 12,46            | 8,05             | 3,63             |                  |
| Норма опадів, мм                              | 124              | 101              | 90               | 49               | 47               | 31               | 32               | 61               | 128              | 197              | 177              | 155              |                  |
| Середньомісячна швидкість вітру, м/с          | 2.30             | 2.40             | 2.40             | 2.34             | 2.30             | 2.59             | 2.60             | 2.30             | 2.10             | 2.10             | 2.00             | 2.04             |                  |
| Середньомісячна сонячна радіація, кДж/м²·день | 6905             | 8982             | 10992            | 15610            | 19847            | 21942            | 22593            | 19082            | 15664            | 10864            | 8648             | 6627             |                  |
| --------------------------------------------- | ---------------- | ---------------- | ---------------- | ---------------- | ---------------- | ---------------- | ---------------- | ---------------- | ---------------- | ---------------- | ---------------- | ---------------- | ---------------- |
| Джерело:                                      |                  |                  |                  |                  |                  |                  |                  |                  |                  |                  |                  |                  |                  |